# Ничейная земля (Латрун)
Ничейная земля в районе Латруна — является участком земли площадью 46,4 км² в районе Латруна. Израиль рассматривает эту территорию как часть своей страны, в то время как палестинцы думают что она часть Западного берега.

## Международный правовой статус
Как Организация Объединённых Наций, так и Европейский Союз признают израильские поселения в нейтральной зоне Латруна незаконными.

## История
Соглашение о перемирии 1949 года разделило эту землю на две линии, отражающие позиции двух армий во время прекращения огня, с территорией между линиями, определяемой как нейтральная зона, не контролируемая ни одной из сторон.
В 1967 году израильские войска оккупировали район Латруна в начале второго дня Шестидневной войны. После этого линия перемирия и нейтральный анклав исчезли. Разделительный барьер блокирует всю территорию Латруна с израильской стороны заграждения. Четыре поселения были созданы в этом районе: Кфар-Рут, Лапид, Маккавеи и Шилат. Израильско-палестинская деревня Неве-Шалом, основанная на проекте по моделированию израильско-палестинских общин, также была создана в ничейной земле для обработки участков, частично арендованных католическими властями. Эти пять поселений стали являться объектом юрисдикции израильских муниципалитетов. К 2010 году в этом районе поселилось 1200 поселенцев.